# ソープボックス (演説)

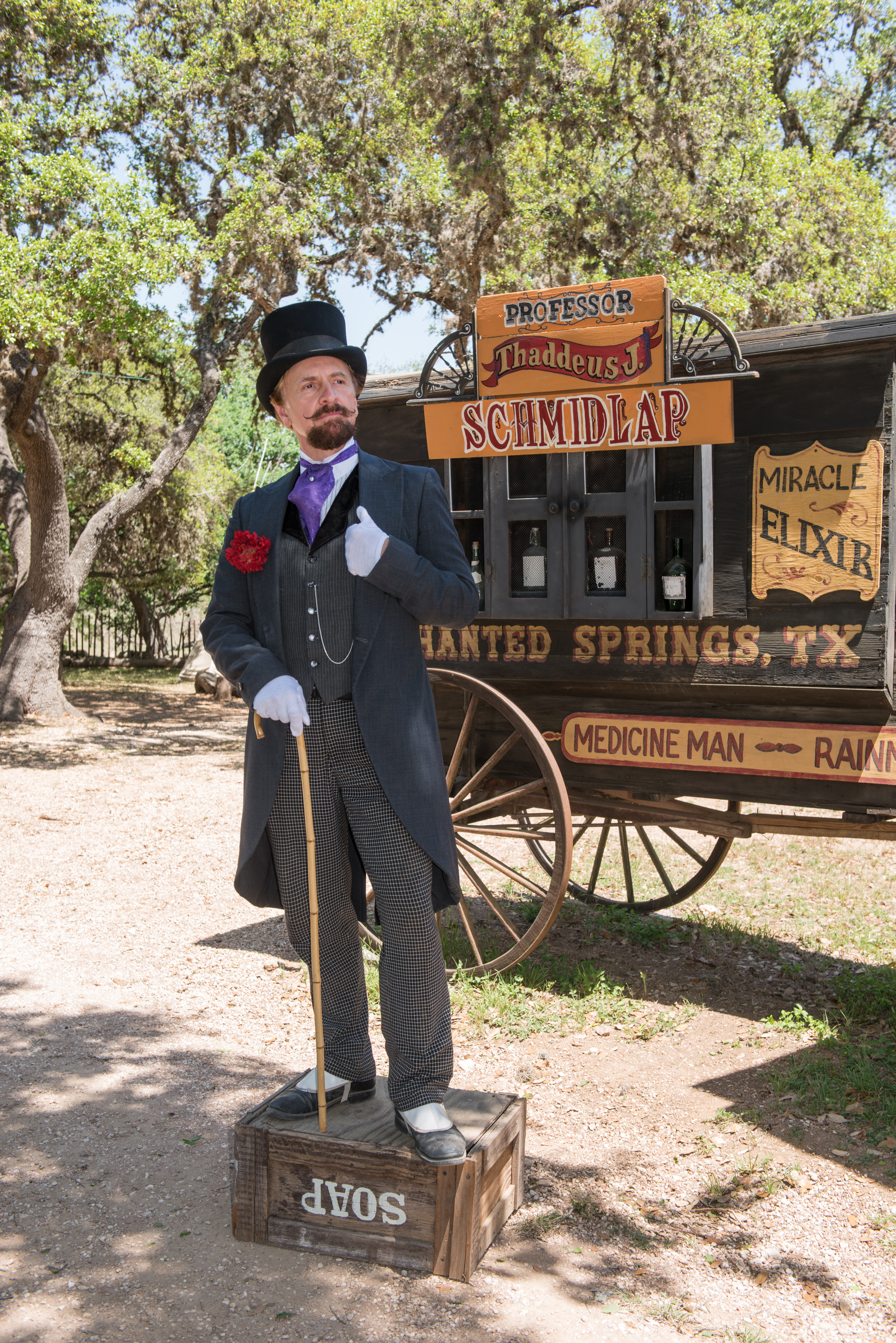
ソープボックスの上に立ってスネークオイル（怪しげな薬）を売るパフォーマンスを行う役者。

ソープボックス（英語: soapbox）とは、英語圏において、特に政治的なテーマについて即興で演説を行うときに立つ演台のことである。元々は、石鹸などのドライグッズを工場から小売店まで運ぶ際に使われた木箱をひっくり返して、その上に立って演説を行っていたことに由来する。
ここから転じて、ソープボックスという言葉は、即興的・非公式に公の場で演説を行う人やその場所を表す比喩としても用いられ、"get on the soapbox"（ソープボックスに上がる＝演説を行う）、"get off the soapbox"（ソープボックスから降りる＝演説を止める）などの慣用句になっている。1872年以降、ロンドンのハイドパークにあるスピーカーズ・コーナーには、毎週日曜日に宗教、政治、その他のトピックについて議論を行うための「ソープボックス弁士」が集まることで知られている。ブログはインターネットにおけるソープボックスとして使われることもある。

## 歴史
段ボールが発明される以前、工場から小売店への商品の出荷には木箱が使われていた。使用済みの木箱は店の裏などに放棄されたが、頑丈でしっかりした構造の木箱を再利用するために持ってゆく者も多かった。軽くて持ち運びしやすく、ひっくり返して上に載っても潰れないため、街角で演説を行う者が演台としてソープボックスを使うようになった。
第一次世界大戦直前の数十年間は「ソープボックス演説の黄金時代」と呼ばれている。あまりお金を持っていなかった労働者の間で、社会的・政治的な議題についてのソープボックス演説は大衆娯楽の一つとなった。急進的な政党は、労働者階級における支持を拡大するために、演説やビラを使った街頭集会を盛んに行った。

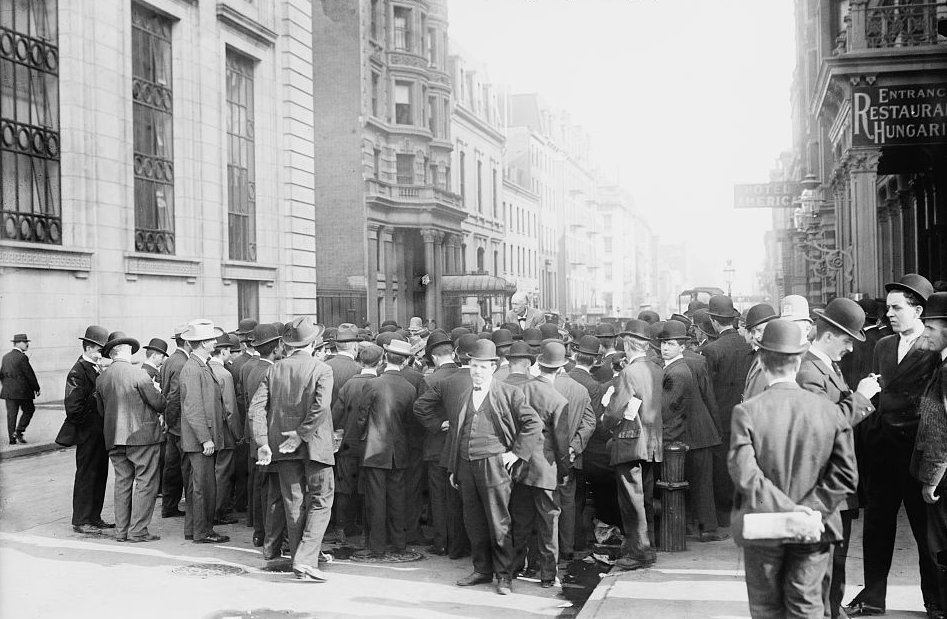
ニューヨークの街角で政治運動を行う活動家（1908年10月）

ソープボックス演説は問題も引き起こした。ソープボックス演説で行われる急進的な政治的主張は、犯罪や暴力を扇動し公共の秩序を脅かすものとみなされた。また、ソープボックス演説の聴衆により歩道の通行が阻害され、車道まではみ出ることもあった。これらの理由により、自治体当局はしばしば、ソープボックス演説を許可制にしたり一律に禁止したりした。
ソープボックス演説を行う政治的・宗教的党派と、公の秩序を維持しようとする自治体当局との対立により、ソープボックス演説の存在自体がたびたび議論の対象となった。その歴史を通じて、ソープボックス演説は言論の自由と結びつけられてきた。1907年から1916年頃まで、世界産業労働組合(IWW)は、特にアメリカの西部と北西部において、ソープボックス演説の権利を守る、もしくは奪還するために、言論の自由のための戦いを何度も行った。シアトルの新聞発行者ハーモン・タイタス、ワシントン社会党指導者のアルフレッド・ワーゲンクネヒトとL・E・カターフェルド、IWWの活動家エリザベス・フリン、労働組合主義者のウィリアム・Z・フォスターなど、多くの社会主義者やその他の急進派が、言論の自由のための戦いで政治的キャリアをスタートさせた。
ソープボックス演説の最中には敵対する政治グループやその他の聴衆からのやじが浴びせられることも多かった。熟練した演説者（ソープボクサー）には、政治的意見を明確に表現する能力だけでなく、一般的な反論に対する答えを用意しておく能力、ユーモアや風刺で相手の敵意を反らす能力、困難や危険に不屈の精神で立ち向かう能力が必要だった。ある歴史家は、「革命指導者の育成において、ソープボックス演説は困難であるが必要なプロセスだ」と述べた。

## 現代のソープボックス演説

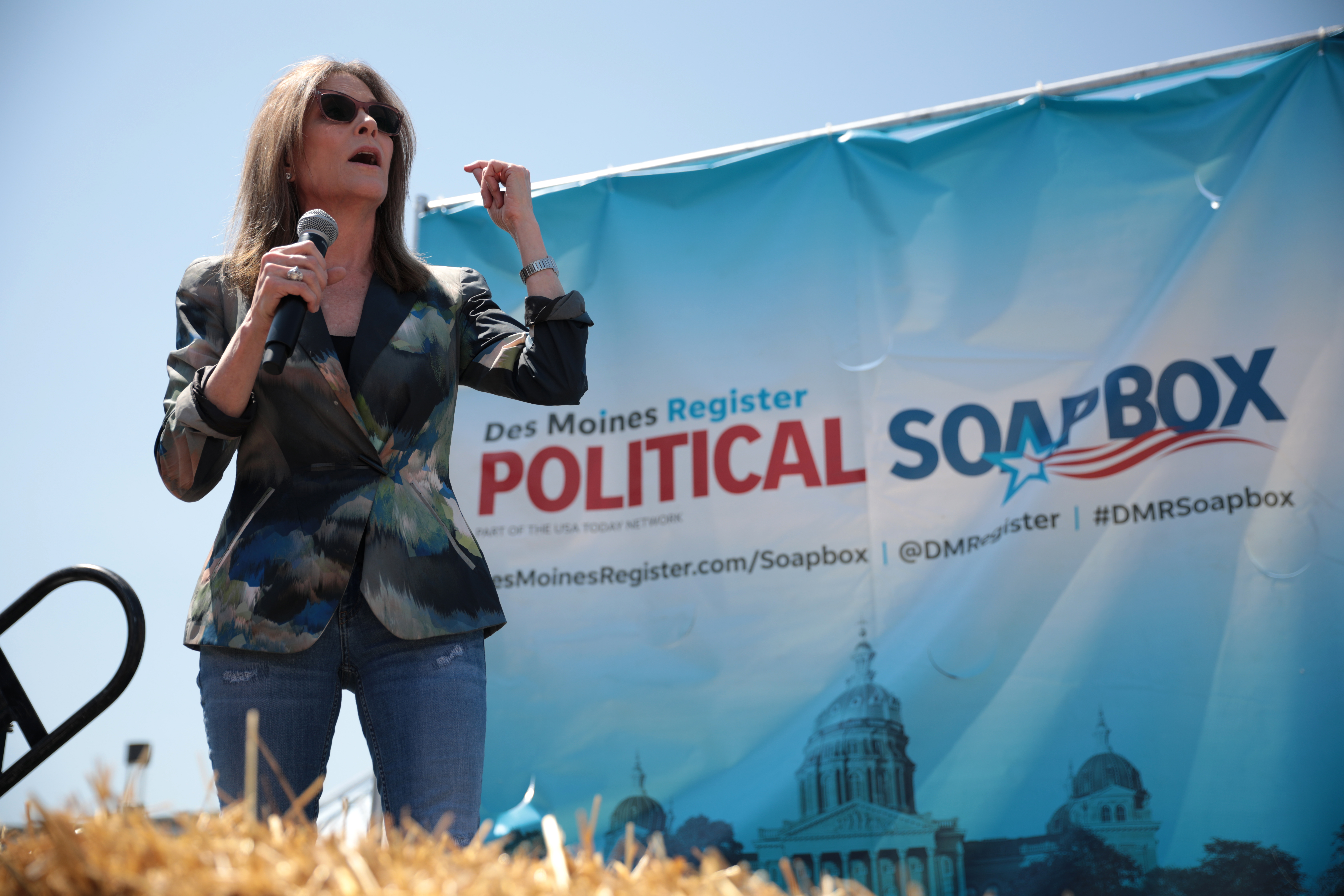
『デモイン・レジスター』紙主催のイベント"Political Soapbox"で演説を行うマリアン・ウィリアムソン

1960年代、カリフォルニア大学バークレー校で、街頭での募金活動やその他の政治的自由を巡る「フリースピーチ運動」が起こり、これはやがて全米の大学に広がっていった。広告の専門家がその手法を政治に転用するようになると、「石鹸のように候補者を売り込む」と評されるようになった。これは、19世紀の石鹸の宣伝で、他社との差別化を図る戦術にルーツを持つ表現である。
1992年イギリス総選挙では、与党の保守党がニール・キノック率いる労働党に敗れるだろうというのが事前の予想だった。保守党党首のジョン・メージャー首相は、街角でソープボックスの上に立っての演説を各地で何度も行った。これは、労働党が行ったスマートなキャンペーンとは対照的で、労働党の税制に対する公約を取り上げたネガティブキャンペーンとともに、有権者の共感を呼んだ。保守党は1400万票を獲得し、与党の座を維持した。
マーベル・コミックの漫画原作者であるスタン・リーは、読者との意見交換のために、コミックに"Stan's Soapbox"と題した自分の意見を掲載するコーナーを設けていた。